# 锡永莱米讷
锡永莱米讷（法語：Sion-les-Mines，法語發音：[sjɔ̃ le min] ⓘ）是法国大西洋卢瓦尔省的一个市镇，属于沙托布里扬-昂斯尼区。

## 地名
“莱米讷”（-les-Mines）这一后缀在法语地名中意为“矿”。

## 地理
锡永莱米讷（47°44'6"N, 1°35'31"W）面积54.71 平方千米，位于法国卢瓦尔河地区大区大西洋卢瓦尔省，该省份为法国西北部沿海省份，位于布列塔尼半岛东南部，北起伊勒-维莱讷省，西北接莫尔比昂省，西临大西洋，南至旺代省，东临曼恩-卢瓦尔省。
与锡永莱米讷接壤的市镇（或旧市镇、城区）包括：圣叙尔皮斯德朗德、拉多米讷莱、吕桑热、穆艾、吕菲涅、圣欧班德沙托。
锡永莱米讷的时区为UTC+01:00、UTC+02:00（夏令时）。

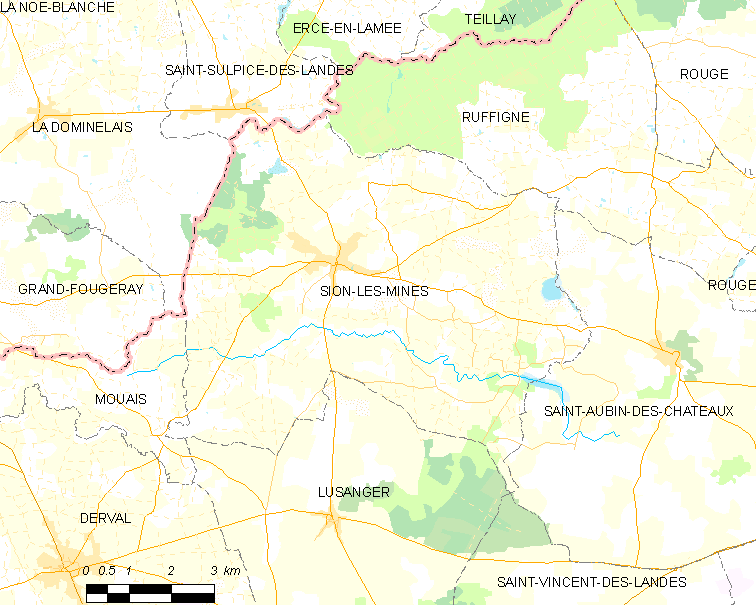
锡永莱米讷的OSM定位图

## 行政
锡永莱米讷的邮政编码为44590，INSEE市镇编码为44197。

## 政治
锡永莱米讷所属的省级选区为盖姆内庞福县。

## 人口

1962-2008年间锡永莱米讷人口变化图示

锡永莱米讷于2022年1月1日时的人口数量为1658人。